# Victor-Adler-Staatspreis für Geschichte sozialer Bewegungen
Der Victor-Adler-Staatspreis für Geschichte sozialer Bewegungen ist ein Staatspreis der Republik Österreich, der vom Bundesministerium für Wissenschaft und Forschung zweijährlich vergeben wird. Der nach Victor Adler, dem österreichischen Politiker und Begründer der Sozialdemokratischen Arbeiterpartei, benannte Preis wurde vom 1959 gegründeten Verein für Geschichte der Arbeiterbewegung initiiert und wird für „hervorragende wissenschaftliche Leistungen auf dem Gebiet der Sozial- und Kulturhistoriographie“ vergeben. Dotiert ist der Preis mit 7500 Euro und somit einer der höchstdotierten für Geisteswissenschaften in Österreich. Der Preis wurde von 1980 bis 1993 jährlich vergeben. 1993 erfolgte eine Neugestaltung des Preises; seitdem erfolgt die Vergabe nur mehr alle zwei Jahre. Die Ausschreibungskriterien sind mit dem Karl-von-Vogelsang-Staatspreis für Geschichte der Gesellschaftswissenschaften identisch.

## Preisträger
- 1980: Hugo Pepper, Helmut Konrad
- 1981: Wolfgang Häusler, Enzo Collotti
- 1982: Helene Maimann-Grandits, Wolfgang Neugebauer
- 1983: Herbert Exenberger, Felix Kreissler
- 1984: Katalin Soos, Josef Weidenholzer
- 1985: Wolfgang Maderthaner, Masao Nishikawa
- 1986: Karl Flanner, Cvetka Knapic-Krhen
- 1987: Max Lotteraner, Anson Rabinbach
- 1988: Georg Scheuer, Hans Hautmann
- 1989: Jan Galandauer, Ingrid Bauer
- 1990: Feliks Tych, Winfried Garscha
- 1991: Dieter Dowe, Stefan Riesenfellner
- 1992: Barry Mc Loughlin, Margarete Grandtner
- 1993: Siegfried Mattl, Georg Rigele
- 1995: Josef Ehmer, Johanna Gehmacher
- 1997: Eric J. Hobsbawm, Ulrike Harmat
- 1999: Heidemarie Uhl, Barbara Schleicher
- 2001: Michael P. Steinberg, Hans-Georg Hofer
- 2003: Malachi Hacohen, Monika Stromberger
- 2005: Roman Horak, Regina Thumser
- 2007: Carl E. Schorske, Martina Nussbaumer
- 2009: Elisabeth Büttner, Christian Dewald, Georg Spitaler (Förderpreis)
- 2011: Lutz Musner, Roswitha Muttenthaler und Regina Wonisch (Förderpreis)
- 2013: Hans Mommsen, Ursula Mindler (Förderpreis)
- 2015: Eve Blau, Ilse Josepha Lazaroms (Förderpreis)
- 2017: Jay Winter, Margit Franz (Förderpreis)
- 2019: Alfred Pfoser, Andreas Weigl, Michael Schwaiger (Förderpreis)
- 2021: Richard Saage, Jakub S. Benes (Förderpreis)